# Juillet 1960
Cette page présente les faits marquants du mois de juillet 1960.

## Événements
- Des désaccords explicites entre la Chine et L'URSS aboutissent à la rupture.
- Début du retrait des troupes françaises d'Algérie.
- Un camp d’entraînement nord-américain est installé au Guatemala en vue d’une intervention à Cuba, dont les services secrets cubains apprennent l’existence.

- 1er juillet :
  - Un avion de reconnaissance américain de type RB-47 avec six hommes à bord, est abattu au-dessus du territoire soviétique au nord de Mourmansk (mer de Barentz). Les deux jeunes pilotes américains, survivants, sont emprisonnés à Moscou.
  - CBS révèle que l'aviatrice américaine au long cours Amelia Earhart aurait été exécutée par des soldats Japonais sur l'île de Saipan en 1937 après un atterrissage forcé.
  - Premiers essais de lancement (échecs) de deux missiles balistisques intercontinentaux Titan depuis Cap Canaveral en Floride.
  - Le Somaliland britannique et la Somalie sont réunis et proclament leur indépendance.
  - Indépendance du Ghana octroyée par la Grande-Bretagne mais le pays reste membre du Commonwealth.

- 3 juillet :
  - Pour la première fois, une jeune femme noire, représentant l'Ohio, participe au concours de Miss Univers, à Miami Beach.
  - Cuba nationalise l'ensemble des biens américains.
  - Santiago Carrillo devient secrétaire général du Parti communiste d'Espagne.

- 4 juillet : début de la Crise congolaise (fin en 1965). Après l’indépendance du Congo-belge, l'armée nationale étant toujours dirigée par des officiers blancs, les soldats noirs se rebellent, tuent leurs officiers et violent leurs femmes. Le premier ministre Lumumba répond par l'africanisation des cadres et un doublement de solde. Mais la Belgique refuse et envoie des troupes aéroportées. Le premier ministre Lumumba appelle alors les Soviétiques à l’aide, ce qui pousse la Belgique à retirer ses troupes. Le 11 juillet, le Katanga, riche région minière du sud, tente une sécession sous la conduite de Moïse Tshombe: l'État du Katanga ne sera reconnu et appuyé financièrement que par la Belgique. Le général Mobutu envoie Lumumba au Katanga où celui-ci est assassiné. La sécession katangaise sera finalement brisée par les forces de l’ONU le 15 janvier 1963.

- 6 juillet : 
  - Les États-Unis arrêtent leurs importations de sucre cubain : sept millions de tonnes et 95 % des exportations de Cuba. Le président Eisenhower déclare : « Les États-Unis ne permettront jamais qu'un régime dominé par le communisme international puisse exister dans l'hémisphère occidental ».
  - La Constitution de la république de Chypre est adoptée, elle sera appliquée le 16 août.

- 7 juillet : le Conseil de sécurité des Nations unies adopte la Résolution 142 (1960) entérinant l'admission de la république du Congo comme nouveau membre de l'Organisation.

- 8 juillet : le second réacteur expérimental (Kiwi-A Prime), du projet de missile nucléaire Rover, est testé avec succès, en pleine puissance et durée de fonctionnement à Jackass Flats dans le Nevada.

- 9 juillet :
  - Un décret autorise le péage sur les autoroutes françaises.
  - Le Premier ministre soviétique Nikita Khrouchtchev menace les États-Unis par des fusées soviétiques si le gouvernement américain essaye de renverser le régime de Fidel Castro à Cuba.
  - En réponse aux menaces soviétiques, le président Eisenhower déclare que les États-Unis ne permettront pas un régime dans l'hémisphère occidental commandé par « le communisme international ».

- 10 juillet : des troupes belges retournent au Congo belge (future république démocratique du Congo) avec l'ordre de restaurer l'ordre.

- 11 juillet :
  - À la convention nationale des démocrates à Los Angeles en Californie, le sénateur J.F. Kennedy est nommé dès le premier tour de vote. C'est le plus jeune candidat à être nommé pour cette élection.
  - Moise Tshombe annonce la sécession de l'État du Katanga vis-à-vis de la république du Congo-Léopoldville.

- 13 juillet : premier festival de Jazz d'Antibes en France.

- 14 juillet :  Washington confirme sa position et accuse Nikita Khrouchtchev de tenter de mettre en œuvre une « doctrine bolchévique » d'expansion communiste sur le monde.

- 15 juillet :
  - Les réseaux ferrés Great Northern Railways et Northern Pacific Railways décident de fusionner pour former le plus grand réseau ferré des États-Unis.
  - Une force de secours des Nations unies arrive au Congo-Léopoldville.
  - Discours  d'investiture de John Fitzgerald Kennedy comme candidat à l'élection présidentielle (Nouvelle Frontière).
  - Nobusuke Kishi, premier ministre du Japon, démissionne devant l'agitation antiaméricaine et est remplacé par Hayato Ikeda (19 juillet) qui promet le doublement du revenu national en dix ans, promesse qui sera plus que tenue.

- 16 juillet :
  - Le voyage du Président Eisenhower au Japon est décommandé en raison des graves émeutes contre le traité mutuel de sécurité.
  - Décès du romancier américain John P. Marquart.

- 18 juillet : la Warner donne son accord pour la diffusion de ses films à la télévision.

- 19 juillet : 
  - l'URSS proteste au projet américain d'équiper la Bundeswehr avec son missile Polaris.
  - Premier vol du Beechcraft-SFERMA PD-146 Turbo-Travel Air.

- 20 juillet :
  - Pour la première fois au monde, une femme Sirimavo Bandaranaike est élue chef d'un gouvernement à Ceylan.
  - Au Congo Léopoldville, sécession du Katanga, le gouvernement demande l'intervention des Nations unies.
  - La marine américaine réussit le tir de deux missiles Polaris à partir d'un sous-marin immergé.

- 21 juillet : un fossile, découvert à Pueblo au Mexique et daté de 30 000 ans repousse la preuve de l'occupation humaine du continent américain, au-delà des 20 000 ans jusqu'à présent reconnus.

- 22 juillet : loi sur les parcs nationaux afin de « permettre un ensemble de réalisations et d’améliorations d’ordre social, économique et culturel, tout en rendant plus efficace la protection de la nature dans le parc » (art. 3).

- 25 juillet : inauguration officielle du pont Victoria à Montréal au Québec.

- 27 juillet :
  - Richard M. Nixon est nommé candidat à l'élection présidentielle par la Convention nationale républicaine à Chicago. C'est le premier vice-président à être nommé depuis 1835.
  - La Réserve fédérale américaine réduit de 90 % à 70 % la couverture financière obligatoire pour l'achat de stocks.

- 28 - 31 juillet : Tempête tropicale Brenda, qui touche la Floride, la côte est des États-Unis et l'Est du Canada.

- 30 juillet - 6 aout : le 45e congrès mondial d’espéranto a lieu à Bruxelles.

- 31 juillet :  Elijah Muhammad, chef noir internationaliste et raciste, réclame la création d'un État noir aux États-Unis, lors d'un meeting à New York.

## Naissances
- 3 juillet :
  - Vince Clarke, musicien et compositeur britannique du groupe Erasure, et ex-membre de Depeche Mode.
  - Perrine Pelen, skieuse, française.
- 4 juillet : Sid Eudy, catcheur américain († 26 août 2024).
- 7 juillet : Vincent Peillon, homme politique français.
- 9 juillet : Wanda Vázquez, gouverneur de Porto Rico de 2019 à 2021.
- 10 juillet : Tony D'Amario, acteur français († 29 juin 2005).
- 11 juillet : Abdel Fattah al-Burhan, homme d’état et homme politique soudanais.
- 12 juillet : Corynne Charby, actrice et chanteuse française.
- 14 juillet : 
  - Jane Lynch, actrice américaine.
  - Angélique Kidjo, musicienne béninoise.
- 15 juillet : Kim Alexis, modèle américaine.
- 17 juillet : 
  - Dawn Upshaw, soprano américaine.
  - Johnny Briceño, homme politique bélizien, premier ministre du Bélize depuis 2020.
- 22 juillet : Ahmed Sani Yerima, homme politique nigérian, gouverneur de l'État de Zamfara de 1999 à 2007 et sénateur de 2007 à 2019.
- 23 juillet : Jon Landau, producteur de films américain († 5 juillet 2024).
- 26 juillet : Catherine Vautrin, femme politique française, ancien ministre.
- 29 juillet : Didier Van Cauwelaert, écrivain français.
- 31 juillet : Dale Hunter, joueur de hockey.

## Décès
- 14 juillet : Maurice de Broglie, physicien français ;
- 16 juillet : John P. Marquart, romancier américain.
- 26 juillet : 
  - Georges Rapin alias Monsieur Bill, criminel français (guillotiné)
  - Maud Menten, scientiste.